# Passage des Princes
 (novembre 2022).
Le passage des Princes est un passage couvert piéton parisien du 2e arrondissement de Paris.

## Situation et accès
Ce passage relie le 5, boulevard des Italiens, au nord-ouest, au 97, rue de Richelieu, à l'est. Il fut inauguré en 1860 sous le nom de « passage Mirès », selon le patronyme du banquier et homme d'affaires Jules Isaac Mirès.

## Toponymie et odonymie (origine du nom)
Il porte ce nom car il a été ouvert sur l'emplacement d'un ancien hôtel meublé exploité par la famille Privat Père et Fils, portant comme noms successifs hôtel des Princes et de l'Europe (construit en 1806-1926), hôtel du Nord et de l'Europe (1827), hôtel des Princes (1827-1842), hôtel des Princes et de l'Europe (1842), ou encore hôtel de l'Europe (1842-1843). Le boulevard des Italiens porta diverses dénominations liées à l'émigration aristocratique pendant la Révolution française et à la période de la Restauration royaliste, avant de porter le nom de boulevard des Italiens.

## Historique
Malgré les transformations de Paris opérées par le baron Haussmann, qui firent disparaître de nombreux passages, un arrêté du 3 septembre 1860 autorisa l'ouverture de ce passage. Il fut le dernier passage couvert édifié à Paris au XIXe siècle.
Le banquier Jules Mirès acheta le Grand Hôtel des Princes et de l’Europe, palace situé 97, rue de Richelieu, ainsi qu'une parcelle en vue de l'édification d'un passage constituant un raccourci pour les piétons. Il s'agissait d'une galerie au décor assez simple surmontée d'une verrière à double pente rythmée à chaque travée par de doubles arceaux métalliques formant des arabesques. Le passage fut inauguré en 1860, sous le nom de « passage Mirès », et fut apprécié à l'époque pour son allure de bon goût et son caractère spacieux.
Peu après l'ouverture du passage, la société Jules Mirès fit faillite, et dès 1866 le passage devint propriété de la Compagnie d'assurance sur la vie, devenue depuis les AGF. Entre 1879 et 1883 est ouvert à l'angle du passage, côté boulevard des Italiens, la galerie de La Vie moderne, fondée par Georges Charpentier où exposèrent la plupart des impressionnistes. À la suite des déboires financiers de Mirès, celui-ci est condamné à cinq ans de prison. Le passage est, alors, appelé brièvement « passage Mazas », du nom de la prison éponyme.
Le passage fut détruit en 1985 pour une opération immobilière mais fut reconstruit à l'identique en 1995 par les architectes A. Georgel et A. Mrowiec. Néanmoins, l'angle ouvert qu'il formait d'origine a alors été redressé de façon à former un angle droit, ce qui a permis de mieux utiliser les locaux : commerces en rez-de-chaussée, bureaux du premier au quatrième étage, logements aux cinquième et sixième. Divers éléments du décor d'origine furent alors réemployés, comme une belle coupole des années 1930 en verre coloré décoré de roses, réinstallée sur la portion située à proximité du boulevard des Italiens ou le porche d'accès côté rue de Richelieu.

## Emplacements remarquables
En septembre 2002, la chaîne de magasins de jouets JouéClub investit le passage des Princes en y installant son tout premier « Village JouéClub », l'enseigne étant divisée en sections spécialisées réparties dans l'ensemble des anciens magasins afin de préserver l'intégrité d'origine. Le lieu a cependant fermé définitivement ses portes en mars 2022 après avoir accumulé les difficultés en raison d'une dégradation du contexte commercial, marqué par les mouvements sociaux et la crise du Covid-19 qui ont entraîné une baisse de la fréquentation, accentuée par le télétravail et le manque de touristes.

## Galerie

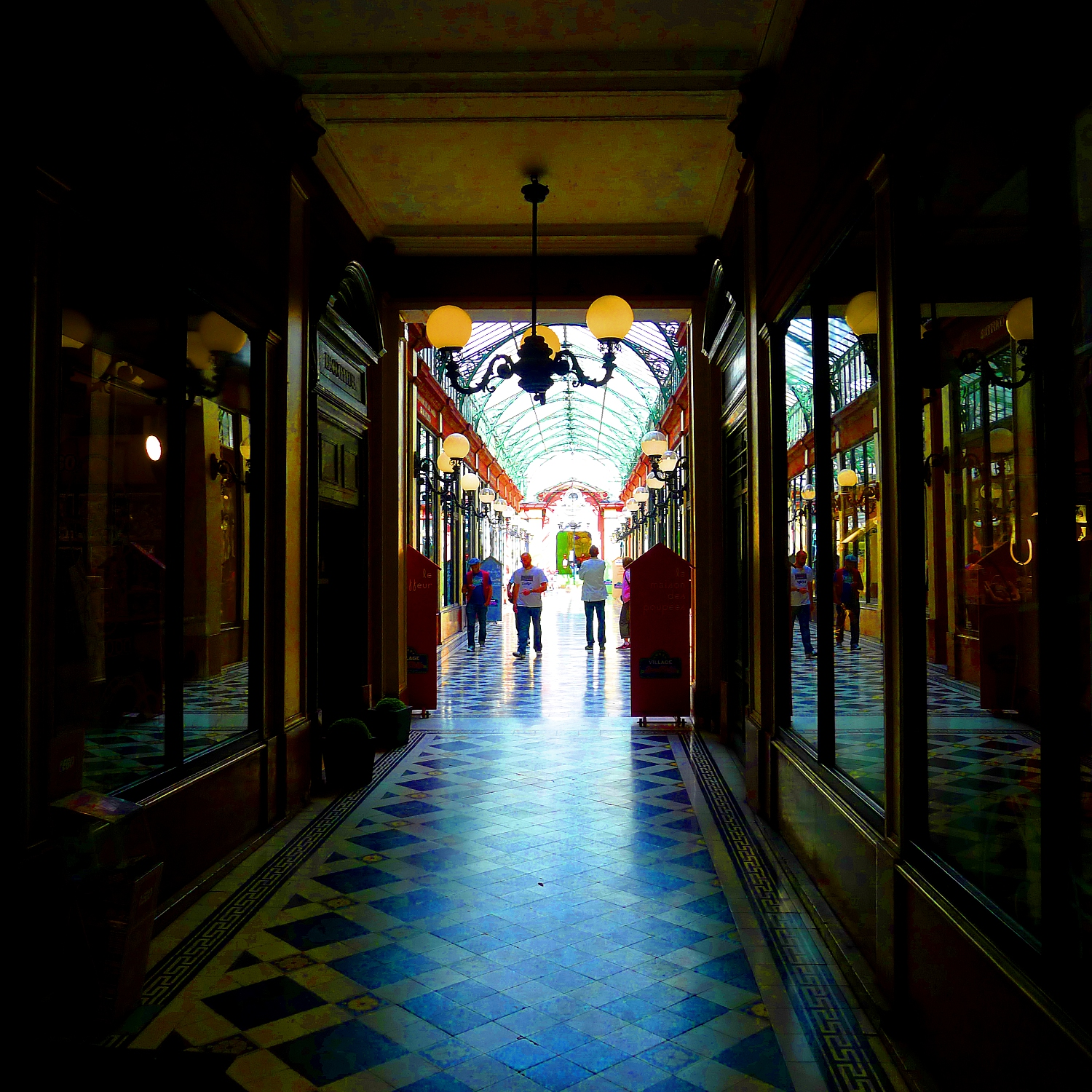
Entrée du passage rue de Richelieu.
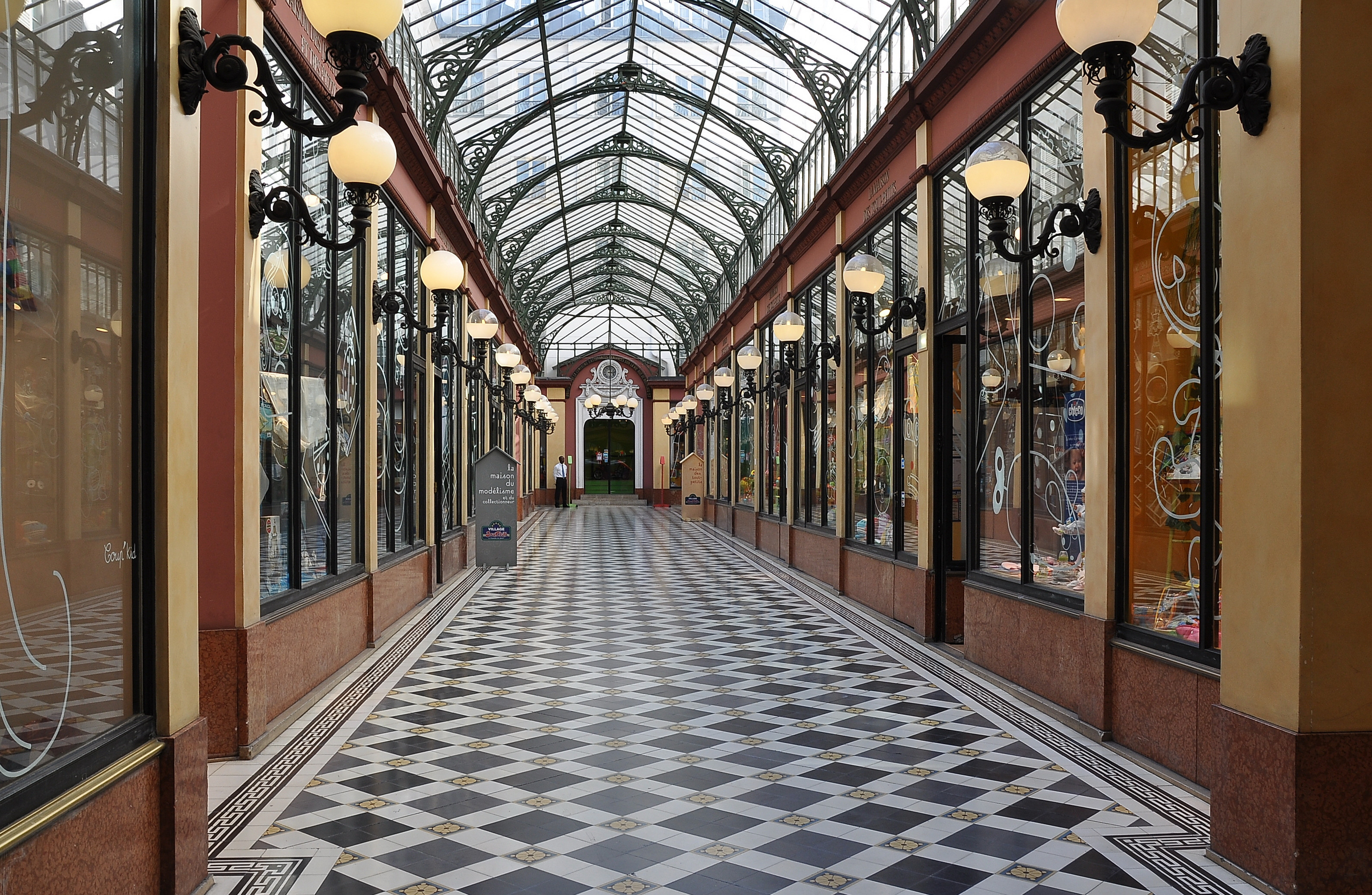
Passage des Princes : intérieur.
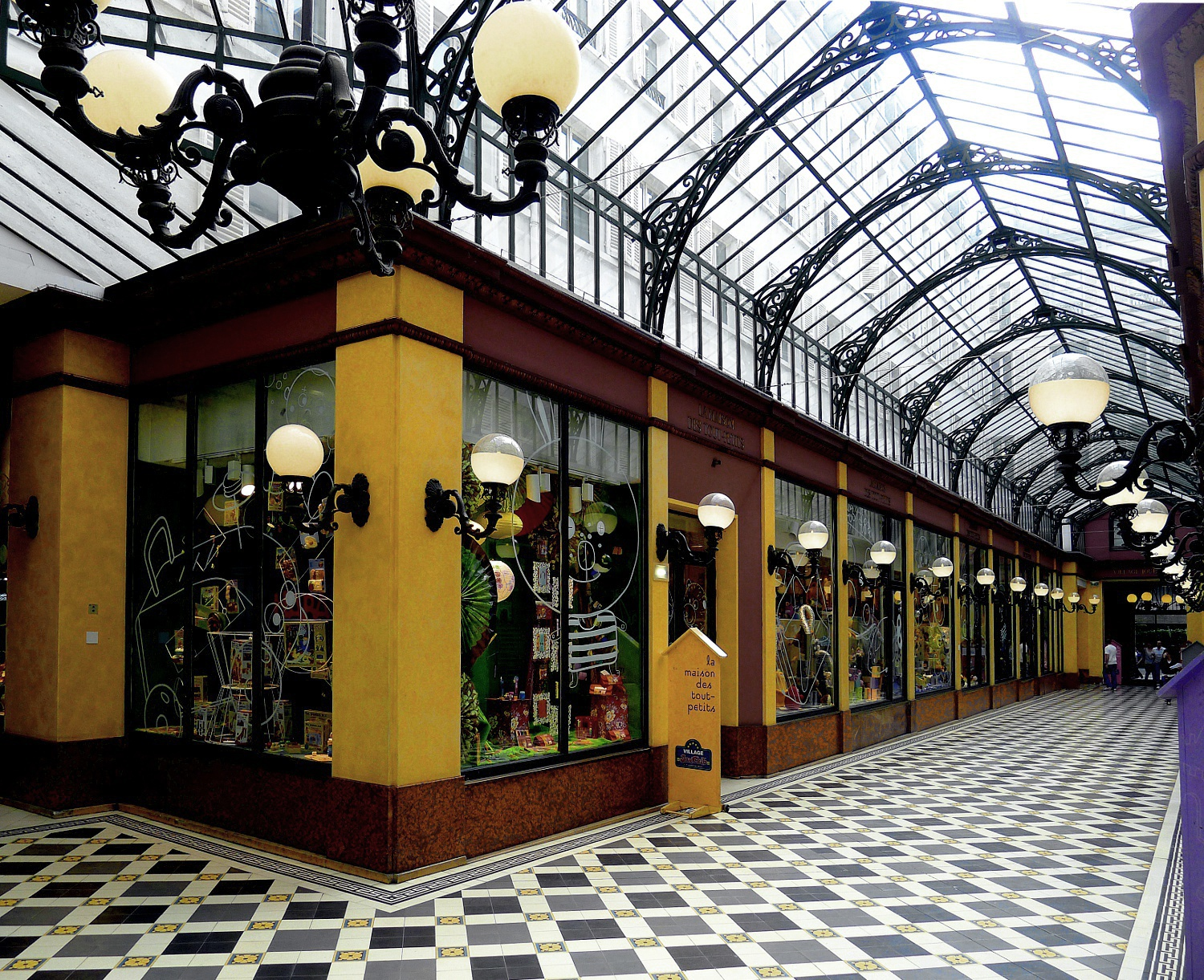
Vue des deux allées.

## Pour approfondir